# Williamsburg (Florida)
Williamsburg és una concentració de població designada pel cens dels Estats Units a l'estat de Florida. Segons el cens del 2000 tenia 6.736 habitants.

## Demografia
Segons el cens del 2000, Williamsburg tenia 6.736 habitants, 3.262 habitatges, i 2.035 famílies. La densitat de població era de 706,7 habitants/km².
Dels 3.262 habitatges en un 13,1% hi vivien nens de menys de 18 anys, en un 52,2% hi vivien parelles casades, en un 7,5% dones solteres, i en un 37,6% no eren unitats familiars. En el 28,6% dels habitatges hi vivien persones soles el 15,5% de les quals corresponia a persones de 65 anys o més que vivien soles. El nombre mitjà de persones vivint en cada habitatge era de 2,06 i el nombre mitjà de persones que vivien en cada família era de 2,49.
Per edats la població es repartia de la següent manera: un 10,7% tenia menys de 18 anys, un 4,4% entre 18 i 24, un 27,7% entre 25 i 44, un 24% de 45 a 60 i un 33,3% 65 anys o més.
L'edat mediana era de 51 anys. Per cada 100 dones de 18 o més anys hi havia 88,3 homes.
La renda mediana per habitatge era de 46.460 $ i la renda mediana per família de 51.791 $. Els homes tenien una renda mediana de 37.029 $ mentre que les dones 27.337 $. La renda per capita de la població era de 26.096 $. Entorn del 2% de les famílies i el 4% de la població estaven per davall del llindar de pobresa.

## Poblacions més properes
El següent diagrama mostra les poblacions més properes.